# Tully, New York
Tully är en kommun i Onondaga County i delstaten New York, USA.